# Celama caffra
Celama caffra är en fjärilsart som beskrevs av Hans Daniel Johan Wallengren 1876. Celama caffra ingår i släktet Celama och familjen trågspinnare. Inga underarter finns listade i Catalogue of Life.